# Gennarino Palumbo
Gennarino Palumbo, talvolta accreditato anche come Gennaro Palumbo (Napoli, 10 ottobre 1931 – Napoli, 9 gennaio 1980), è stato un cantante e attore italiano.

## Biografia
Inizia nel varietà, come attore e come cantante, partecipando a tournée con Claudio Villa e Luciano Tajoli. Tornato a Napoli riprende l'avanspettacolo in compagnia di Rosetta Dey e Maria Paris.
Nel 1954 partecipa a Palummella zompa e vola inaugurando il nuovo Teatro San Ferdinando di Eduardo De Filippo. Per oltre vent'anni dura il sodalizio con Eduardo svolgendo ruoli sia come generico primario, sia come caratterista. Fu interprete in Uomo e galantuomo, Na santarella, Li nepute de lu sinneco, Ditegli sempre di sì, Peppino Girella, Non ti pago e Filumena Marturano.
Spalla del maestro nella scena della recitazione di una novella di Libero Bovio, A Malanova, da parte di una compagnia eclettica che don Gennaro aveva fondato per sfoggiare delle rappresentazioni in Uomo e galantuomo.
Lavora in televisione con Nino Taranto e Renato Rascel. Per circa tre anni lavora al Teatro Sannazaro nella compagnia di Luisa Conte e Nino Veglia, con D'Alessio e Pietro De Vico.
Nel 1977 è interprete, come cantante baritono, della trasposizione in opera lirica di Napoli milionaria.
Interpreta il ruolo di Mimì di Montemuro in Festa di Piedigrotta di Raffaele Viviani.
Durante il Natale del 1979 Gennarino Palumbo, per il riacutizzarsi del male che lo aveva colpito anni addietro, è costretto a interrompere le repliche di Festa di Piedigrotta, per ricoverarsi al Policlinico Vecchio di Napoli, dove morirà il 9 gennaio 1980, a 48 anni.

## Prosa televisiva Rai
- Il medico dei pazzi, di Eduardo Scarpetta, regia di Eduardo De Filippo, trasmesso nel 1959.
- Tre cazune fortunate, di Eduardo Scarpetta, regia di Eduardo De Filippo, trasmesso nel 1959.
- Sabato, domenica e lunedì, di Eduardo De Filippo, regia di Eduardo De Filippo, trasmesso il 3 giugno 1961.
- Filumena Marturano, di Eduardo De Filippo, trasmesso nel 1962.
- Peppino Girella, miniserie TV, trasmessa nel 1963.
- Il giornalino di Gian Burrasca, regia di Lina Wertmüller, trasmesso nel 1964.
- La fucilazione di Pulcinella, regia di Gennaro Magliulo, trasmesso il 7 agosto 1973.
- Uomo e galantuomo, di Eduardo De Filippo, regia di Eduardo De Filippo, trasmesso il 26 dicembre 1975.
- Storie della camorra, regia di Paolo Gazzara, trasmesso nel 1978.
- Ma che cos'è questo amore, regia di Ugo Gregoretti, trasmesso nel 1979.

## Filmografia parziale
- Sogno di una notte di mezza sbornia, regia di Eduardo De Filippo (1959)
- La grande magia, regia di Eduardo De Filippo (1964)
- Armiamoci e partite!, regia di Nando Cicero (1971)
- Donnarumma all'assalto, regia di Marco Leto (1972)
- Giallo napoletano, regia di Sergio Corbucci (1978)
- La mazzetta, regia di Sergio Corbucci (1978)
- Figlio mio sono innocente, regia di Carlo Caiano (1978)
- Lo scugnizzo, regia di Alfonso Brescia (1979)